# Polizei Rheinland-Pfalz
Die Polizei Rheinland-Pfalz ist die Landespolizei des deutschen Bundeslandes Rheinland-Pfalz. Sie ist in acht Polizeibehörden gegliedert.
Zu den eigenständigen Polizeibehörden zählen neben den fünf regionalen Polizeipräsidien in Koblenz, Mainz, Trier, Ludwigshafen (Rheinpfalz) und Kaiserslautern (Westpfalz) auch das Polizeipräsidium Einsatz, Logistik und Technik (PP ELT), das Landeskriminalamt (LKA) sowie die Hochschule der Polizei Rheinland-Pfalz (HdP).

## Auftrag

### Aufgaben
Die Aufgaben ergeben sich aus Recht und Gesetz.
Auftrag ist insbesondere die Gewährleistung der öffentlichen Sicherheit und Ordnung mit dem Schwerpunkt der Gefahrenabwehr, einschließlich der Gefahrenvorsorge und der vorbeugenden Bekämpfung von Straftaten und Ordnungswidrigkeiten. Als Strafverfolgungsbehörde geht die Polizei gegen ordnungswidrige und strafbare Handlungen vor. Die Polizei leistet darüber hinaus im Rahmen ihrer Verkehrssicherheitsarbeit Beiträge zum Straßen-, Schienen- und Schiffsverkehr.

### Rechtsgrundlagen
Für den Bereich der Gefahrenabwehr ergeben sich die Eingriffsbefugnisse der Polizei aus dem Rheinland-Pfälzischen Polizei- und Ordnungsbehördengesetz (POG).
Die Ermächtigung zum Einschreiten bei der Strafverfolgung ergibt sich aus der Strafprozessordnung (StPO).

## Internationale Kooperationen
Die Polizei des Landes Rheinland-Pfalz unterhält internationale Kontakte und betreibt eine Vielzahl an internationalen Kooperationen mit anderen Staaten. Dazu gehören unter anderem Australien, Belgien, Frankreich, Bulgarien, Estland, Finnland, Georgien, Großbritannien, Israel, Katar, Kroatien, Luxemburg, die Niederlande, Österreich, Polen, Rumänien, Schweden, die Schweiz, Katalonien, die Vereinigten Staaten von Amerika sowie diverse Agenturen oder Netzwerke im Rahmen der Europäischen Union. Das Landeskriminalamt, die Bereitschaftspolizei, einzelne Polizeipräsidien oder auch die rheinland-pfälzische Bildungseinrichtung der Polizei wirken wechselseitig beispielsweise an Seminaren, Hospitationen, Praktika, Übungen oder auch Erfahrungs- und Informationsaustauschen mit. Ebenfalls finden zwischen einigen Ländern anlassabhängig ein Kräfteaustausch und eine gegenseitige Unterstützung bei Einsätzen statt.
Mit dem afrikanischen Staat Ruanda, mit dem Rheinland-Pfalz seit 1982 eine so genannte „Graswurzelpartnerschaft“ unterhält, findet auch auf polizeilicher Ebene eine Kooperation statt. Im Rahmen des internationalen Stipendiatenprogrammes des Bundeskriminalamtes, das durch das Landeskriminalamt in Rheinland-Pfalz unterstützt wird, konnte einem Ermittler aus Ruanda ein Praktikum ermöglicht werden. Ziel ist es, ein weltweites Netzwerk aufzubauen, um so eine enge Kooperation der Kriminalpolizisten zu ermöglichen.

## Organisation
Die Rheinland-Pfälzische Polizei untersteht dem Ministerium des Innern und für Sport Rheinland-Pfalz mit der Abteilung „Polizei“ in Mainz als oberste Dienstbehörde.
Die Polizeiabteilung setzt sich aus folgenden Referaten zusammen:
- Referat 341: Polizei- und Ordnungsrecht, Organisation, Glücksspielaufsicht
- Referat 342: Personal der Polizei
- Referat 343: Kriminalitätsbekämpfung
- Referat 344: Inspekteur der Polizei, Führung, Einsatz, Verkehrssicherheitsarbeit, Lagezentrum und Koordinierungsstelle Kommunikation der Polizei
- Referat 345: Polizeitechnik; Koordinierende Stelle für den Digitalfunk der BOS Rheinland-Pfalz
- Referat 346: Aus- und Fortbildung, Internationale Zusammenarbeit, Datenschutz, Gesundheitsmanagement in der Polizei
- Referat 348: Haushalt, Liegenschaften der Polizei
- Referat 349: Leitstelle Kriminalprävention

### Gliederung der Polizeipräsidien in der Fläche
Das Polizeipräsidium Koblenz, im Nordosten des Landes Rheinland-Pfalz und in direkter Nachbarschaft zu den Bundesländern Nordrhein-Westfalen und Hessen gelegen, deckt mit seiner geografischen Zuständigkeit ein Gebiet von 6.440 Quadratkilometern ab.
Diese Behörde, als größtes Polizeipräsidium in Rheinland-Pfalz, betreut mit rund 2.600 Mitarbeitern 1.220.000 Einwohner in der Mittelgebirgslandschaft um Rhein, Mosel, Lahn und Ahr.
Das Polizeipräsidium Mainz: Der Zuständigkeitsbereich der Behörde wird im Osten vom Rhein begrenzt und reicht von Bacharach bis Worms. Im Westen reicht die Zuständigkeit bis nach Kirn und Umgebung, im Süden werden Kirchheimbolanden und ein Teil des Donnersbergkreises betreut.
Insgesamt umfasst die Fläche 2.500 Quadratkilometer und beherbergt über 800.000 Bewohner.
Das Polizeipräsidium Trier: Kartographisch am südwestlichen Rand des Polizeibezirks Trier gelegen, bildet die alte, zugleich jedoch moderne Stadt Trier das kriminal- und verkehrsgeographische Zentrum des Polizeipräsidiums Trier. Die Stadt Trier ist mit ihrer über 2000-jährigen Geschichte die größte Stadt im Präsidialbereich und Sitz des Polizeipräsidiums Trier.
Das Zuständigkeitsgebiet reicht jedoch deutlich über die Stadt Trier hinaus: Entlang der luxemburgischen und belgischen Grenze, angrenzend an Nordrhein-Westfalen, im Norden und Nordosten an den Bezirk des Polizeipräsidiums Koblenz, östlich davon bis zum Zuständigkeitsbereich des Polizeipräsidiums Mainz, weiter nach Süden angelehnt an das Saarland – rund 6.000 Quadratkilometer in Eifel, Moseltal und Hunsrück.
Das Polizeipräsidium Rheinpfalz mit Sitz in Ludwigshafen: Der Zuständigkeitsbereich der Behörde liegt im Südosten von Rheinland-Pfalz und in ihm leben rund 885.000 Menschen. Er umfasst mit etwa 2.400 km² die Vorderpfalz und die Südpfalz und gehört zum Wirtschaftsraum Rhein-Neckar.
Das Polizeipräsidium Westpfalz: Der Zuständigkeitsbereich liegt im Südwesten von Rheinland-Pfalz und erstreckt sich vom Nordpfälzer Bergland über den Westrich bis hinunter in den Pfälzer Wald.
Größte Stadt im Präsidialbereich und damit auch Sitz des Polizeipräsidiums ist die Universitätsstadt Kaiserslautern.

### Polizeipräsidium Einsatz, Logistik und Technik
Das Polizeipräsidium Einsatz, Logistik und Technik (PP ELT) ist die jüngste Behörde in der rheinland-pfälzischen Polizeilandschaft und hat mit Wirkung zum 1. Oktober 2017 planmäßig seinen Betrieb aufgenommen.
Im PP ELT arbeiten die ehemals eigenständigen Organisationseinheiten der Bereitschaftspolizei, der Zentralstelle für Polizeitechnik, der Wasserschutzpolizei, des polizeiärztlichen Dienstes (PäD) und der Spezialeinheiten nun unter einem gemeinsamen Dach. Aufgrund der damit einhergehenden, vielfältigen Aufgaben wird das Präsidium in ganz Rheinland-Pfalz tätig, Teile seiner Organisationseinheiten auf Ersuchen anderer Länder sogar bundesweit, womit das PP ELT auch personell eines der größten Polizeipräsidien in Rheinland-Pfalz darstellt.

### Landeskriminalamt Rheinland-Pfalz
Das Landeskriminalamt Rheinland-Pfalz (LKA) ist die Zentralstelle der Kriminalitätsbekämpfung mit Sitz in Mainz. Ihm ist die Fachaufsicht über die Tätigkeitsbereiche der Polizei im Land übertragen, die auf die Verhinderung und Verfolgung von Straftaten ausgerichtet sind. Somit hat die Behörde zahlreiche zentrale und koordinierende Funktionen in der Kriminalitätsbekämpfung. Wesentliche Aufgabe der Zentralstelle ist es, die örtlichen Polizeidienststellen durch Serviceleistungen zu unterstützen.

### Hochschule der Polizei Rheinland-Pfalz
Die 2015 gegründete Hochschule der Polizei Rheinland-Pfalz (HdP) als zentrale Bildungseinrichtung ist für die Aus- und Fortbildung aller Bediensteten der rheinland-pfälzischen Polizei zuständig. Derzeit bildet sie mehr als 1400 Studierende aus.
An der HdP kann ein fächerübergreifendes Studium mit dem anerkannten Abschluss „Bachelor of Arts“ erworben werden. Das Studium beinhaltet neben der fachtheoretischen und berufspraktischen Lehre auch internationale und interkulturelle Themengebiete.
Neben dieser Hauptaufgabe kooperiert die Hochschule der Polizei mit anderen Bildungseinrichtungen aus europäischen Nachbarländern, anderen Bundesländern, der Deutschen Hochschule der Polizei sowie anderen Hochschulen mit dem gemeinsamen Ziel, die Sicherheitsforschung fortzuentwickeln.

## Nachwuchsgewinnung
Die Polizei Rheinland-Pfalz hat ihre Strukturen und Instrumente zur Nachwuchsgewinnung an zeitgemäße Verfahren angepasst, um die Attraktivität als Arbeitgeber im Bewerbungsverfahren erhöhen zu können. So etablierte sie unter anderem in ebendiesem Bereich zum Beispiel das Online-Bewerbungsverfahren.
Im Weiteren setzt man auf Anwerbung durch Polizeibeamte, die mit Jugendlichen und potentiellen Bewerbern in ein persönliches Gespräch kommen, um auf diese Art und Weise unmittelbar und unkompliziert offene Fragen zu klären, aus dem Polizeialltag zu berichten oder hilfreiche und praktische Ratschläge unterschiedlichster Gestalt erteilen können.
Auch Merchandising, Informationsveranstaltungen und „Tage der offenen Tür“ an polizeilichen Bildungseinrichtungen gehören zu den eingesetzten Mitteln der Nachwuchsgewinnung.
Zur Bewerberauswahl nutzt die Polizei ein mehrstufiges Auswahlverfahren, das an den Standorten Mainz-Hechtsheim, Enkenbach-Alsenborn und Wittlich-Wengerohr stattfindet. Bewerber unterschiedlicher Laufbahnen absolvieren dabei unterschiedliche Tests – das Auswahlverfahren besteht jedoch immer aus einem schriftlichen Eignungstest, einem Sporttest, einem strukturierten Interview und der polizeiärztlichen Untersuchung.

## Öffentlichkeitsarbeit

### Koordinierungsstelle Kommunikation der Polizei Rheinland-Pfalz
Im Ministerium der Innern und für Sport befindet sich seit Oktober 2017 die Koordinierungsstelle Kommunikation der Polizei Rheinland-Pfalz, die mit dem Ziel der Entwicklung und Umsetzung einer Kommunikationsstrategie im Hinblick auf interne und externe Kommunikation eingerichtet wurde. Intendiert ist auch, eine einheitliche und zeitgemäße Öffentlichkeitsarbeit der Polizei sicherzustellen und stetig fortzuentwickeln. Die Koordinierungsstelle Kommunikation arbeitet eng mit den Pressestellen der einzelnen Polizeibehörden zusammen.

### Nutzung sozialer Netzwerke
Die Polizei Rheinland-Pfalz hat ihre Öffentlichkeitsarbeit in den letzten Jahren zunehmend auf das Feld der sozialen Medien ausgeweitet. Sie betreibt Accounts bei TikTok, Facebook, X, Instagram und YouTube und informiert die Nutzer auf diese Art und Weise über diverse Themen aus dem Polizeialltag, verschiedene Aktionen sowie Veranstaltungen und dergleichen mehr.
Die Flächenpräsidien betreiben zusätzlich regionale Kanäle auf X.

## Polizeiliche Kriminalstatistik und Verkehrsunfallstatistik
Jährlich werden die statistischen Erhebungen über alle bekannt gewordenen Straftaten in Rheinland-Pfalz einschließlich der mit Strafe bedrohten Versuche sowie Informationen über ermittelte Tatverdächtige und Opfer in Gestalt der polizeilichen Kriminalstatistik veröffentlicht.
Ebenso findet einmal pro Jahr die Publikation der Verkehrsunfallstatistiken, in der die Unfallentwicklung sowie die polizeilichen Maßnahmen der Verkehrssicherheitsarbeit dargestellt werden, statt.
Am Ende dieser Seite befinden sich Hyperlinks zu den entsprechenden Dokumenten.

## Uniform

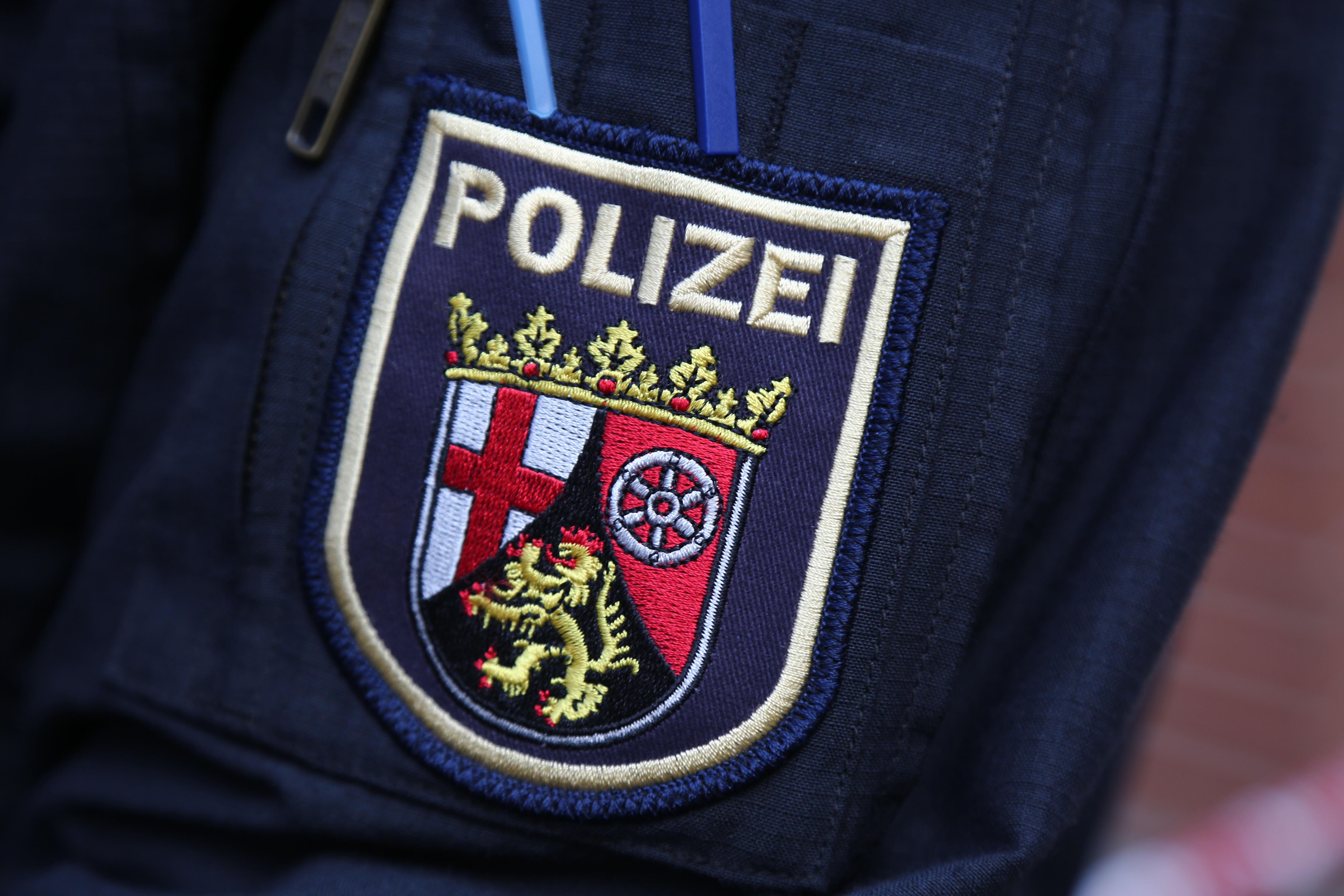
Ärmelabzeichen der Polizei Rheinland-Pfalz

Rheinland-Pfalz hat sukzessive die blaue Polizeiuniform der Hessischen Polizei übernommen. Bis zum Jahr 2012 sollten alle Beamten mit der neuen Uniform eingekleidet worden sein.
Am 21. März 2014 stellte das für die Polizei zuständige Innenministerium die neuen blaue Uniformen vor, die Zug um Zug neben Rheinland-Pfalz auch in Hessen und dem Saarland eingeführt werden. Die Standarduniform setzt sich hierbei zusammen aus:
- Uniformhemd (Kurz- und Langarm)
- Strickjacke
- Windbreaker (Softshelljacke)
- Anorak (Winterjacke)
- Lederjacke
- signalgelbe Regenjacke
- Uniformhose
- Uniformledergürtel
- Einsatzschuhe (Stiefel und Halbschuhe)
- Handschuhe
- Schirmmütze
- Wintermütze

Darüber hinaus werden auch spezielle Uniformen für besondere Einsatzsituationen verwendet. Hierzu gehören beispielsweise die Motorradbekleidung oder der Einsatzanzug, welcher insbesondere bei Demonstrationen und Fußballeinsätzen getragen wird.

## Polizeitechnik
Polizeibeamte des Landes Rheinland-Pfalz sind im Bereich der Schutzpolizei und der Bereitschaftspolizei grundsätzlich mit folgenden Führungs- und Einsatzmittel ausgestattet:
- Ballistische Überziehschutzweste der Hersteller Mehler Vario System GmbH bzw. Verseidag-Indutex GmbH oder Marom Dolphin
- Dienstpistole vom Typ Walther P99Q
- DEIG (Distanz-Elektroimpulsgerät) des Herstellers Axon Public Safety Germany SE
- EKA (Einsatzstock-kurz-ausziehbar) des Herstellers Bonowi Hart Armour GmbH
- EMS (Einsatzmehrzweckstock) des Herstellers Bonowi Hart Armour GmbH bzw. der Marke MONADNOCK
- Körperkamera des Herstellers Axon Public Safety Germany SE
- RSG (Reizstoffsprühgerät)
- PEL (Polizeieinsatzleuchte) der Hersteller Ledlenser GmbH & Co. KG bzw. SYSMAX Innovations Co.,Ltd. der Marke NITECORE
- Stahlhandfesseln der Hersteller Smith & Wesson bzw. CLEJUSO – Clemen & Jung e.k.

Für besondere Einsatzlagen stehen darüber hinaus Maschinenpistolen vom Typ HK MP5 zur Verfügung. Im Zuge der wachsenden Bedrohung durch terroristische Anschläge wurde das Einsatzkonzept „lebensbedrohliche Einsatzlagen“ durch die Polizei Rheinland-Pfalz ins Leben gerufen. Hierzu gehört neben einem speziellen Training für alle Einsatzbeamten auch die Anschaffung von schweren ballistischen Schutzwesten der Schutzklasse IV, Titanhelmen, erweiterter Erste-Hilfe Ausstattung und Zieloptiken für die HK MP5.
Die Polizei Rheinland-Pfalz nutzt als Einsatzfahrzeuge überwiegend Fahrzeuge der Marken Mercedes-Benz, Volkswagen und Audi. Aktuelle Funkstreifenwagen sind
- Audi A6 Avant Quattro
- Audi Q5 Quattro
- Audi A4 Avant
- Mercedes-Benz E-Klasse T-Modell
- Mercedes-Benz Vito Tourer
- VW Passat Variant 4Motion
- VW Tiguan
- VW T5
- VW T6

Die Autobahnpolizei nutzt als Streifenwagen Mercedes-Benz E-Klasse T-Modell, VW T6 und Audi A6 Avant Quattro. Im Zuge der Farbumstellung werden neue Fahrzeuge in der neuen Farbgebung blau-weiß bzw. blau-silber beschafft. Ende 2006 wurden die ersten blau-silbernen Streifenwagen der Polizei übergeben.
Seit dem 1. März 2007 werden neue Polizeifahrzeuge nicht mehr mit Kennzeichen in der Form „MZ-3XXXX“ versehen, sondern mit „RPL 4-XXXX“ (für „Rheinland-Pfalz Landesregierung“). Dies geschah im Zuge des Wegfalls der Behördenkennzeichen.

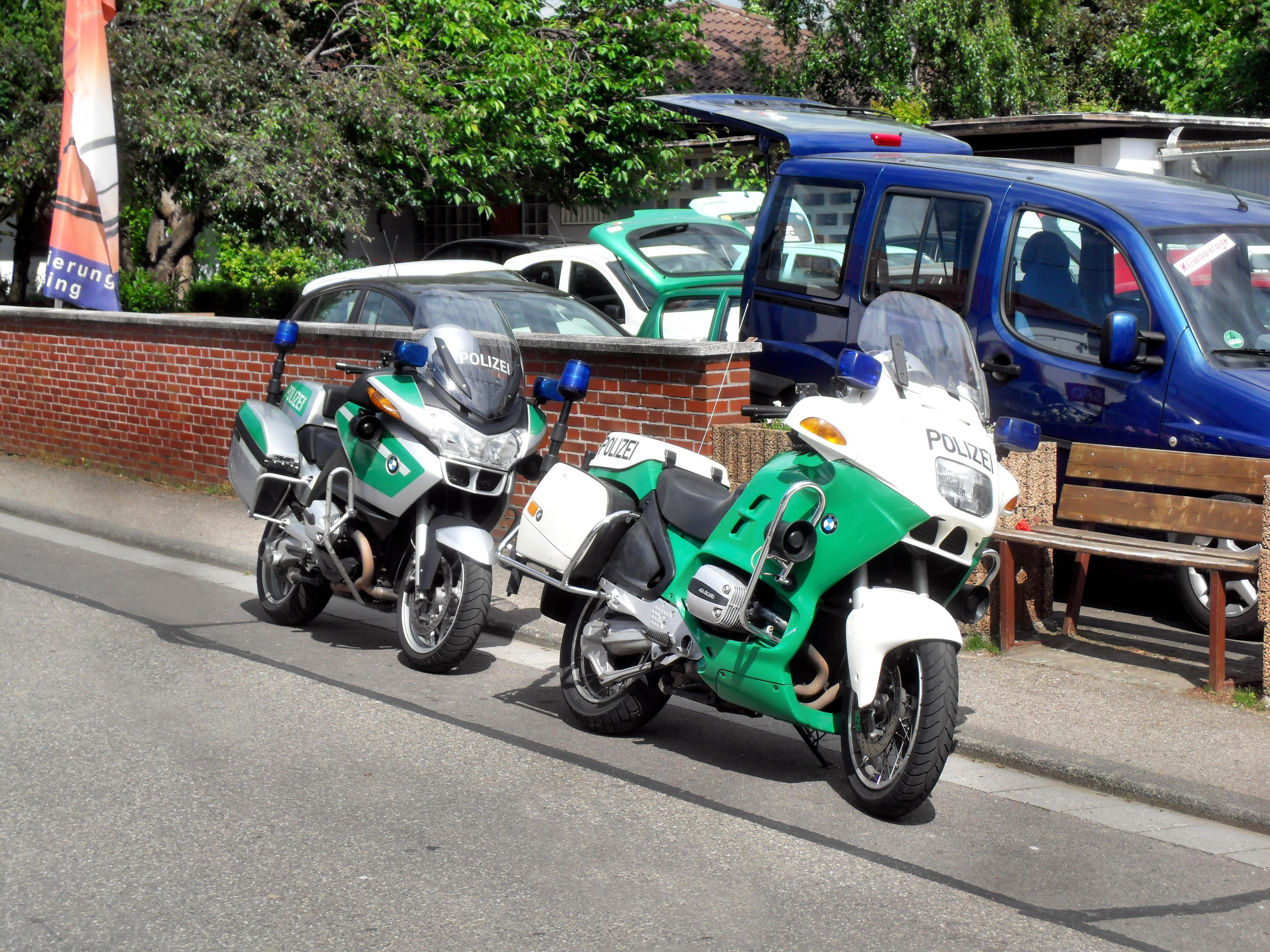
Motorräder der Marke BMW in alter grün-weißer und in alter grün-silberner Farbgebung
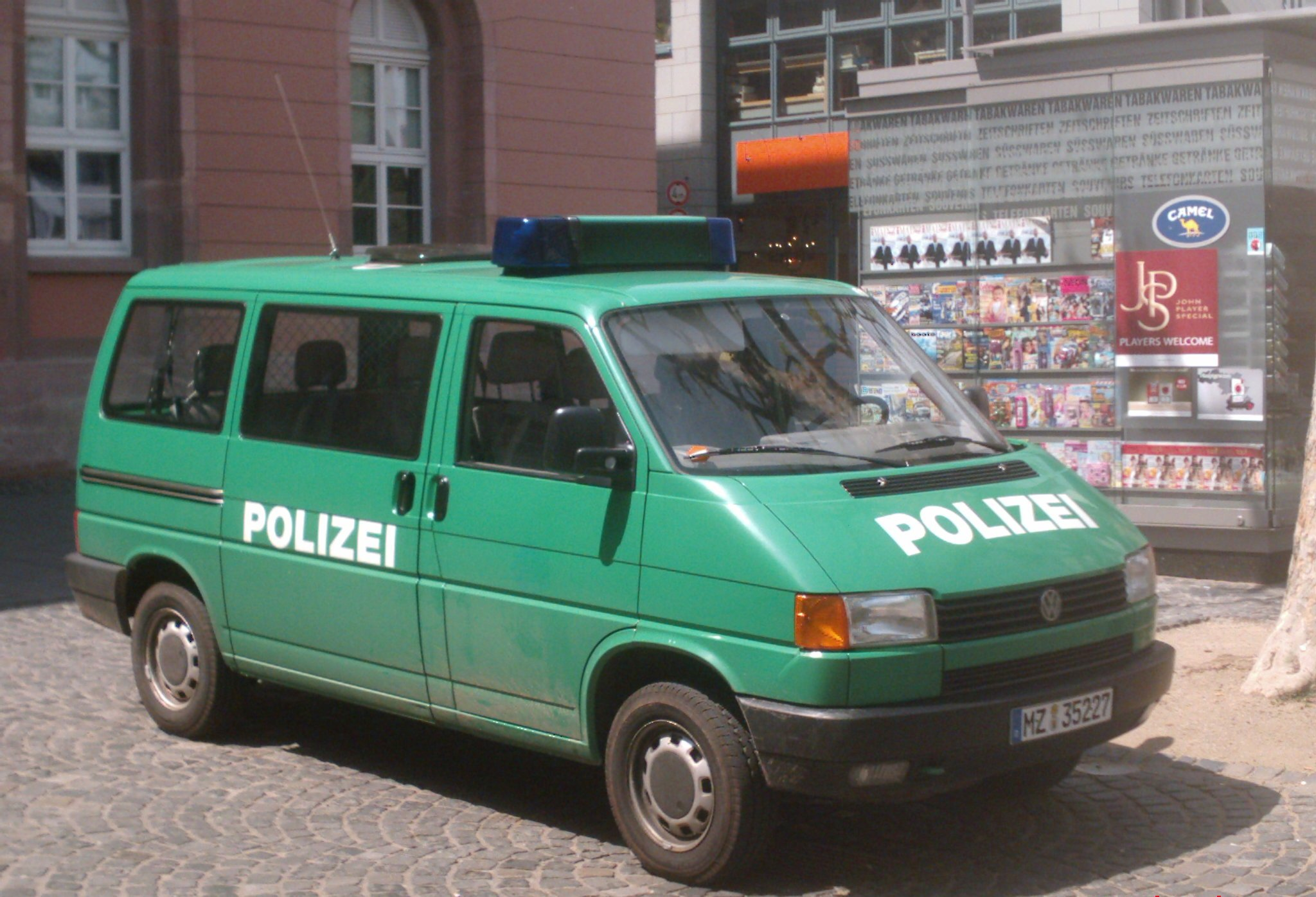
Einsatzfahrzeug VW T4 als Halbgruppenkraftwagen der Bereitschaftspolizei in alter grüner Farbgebung
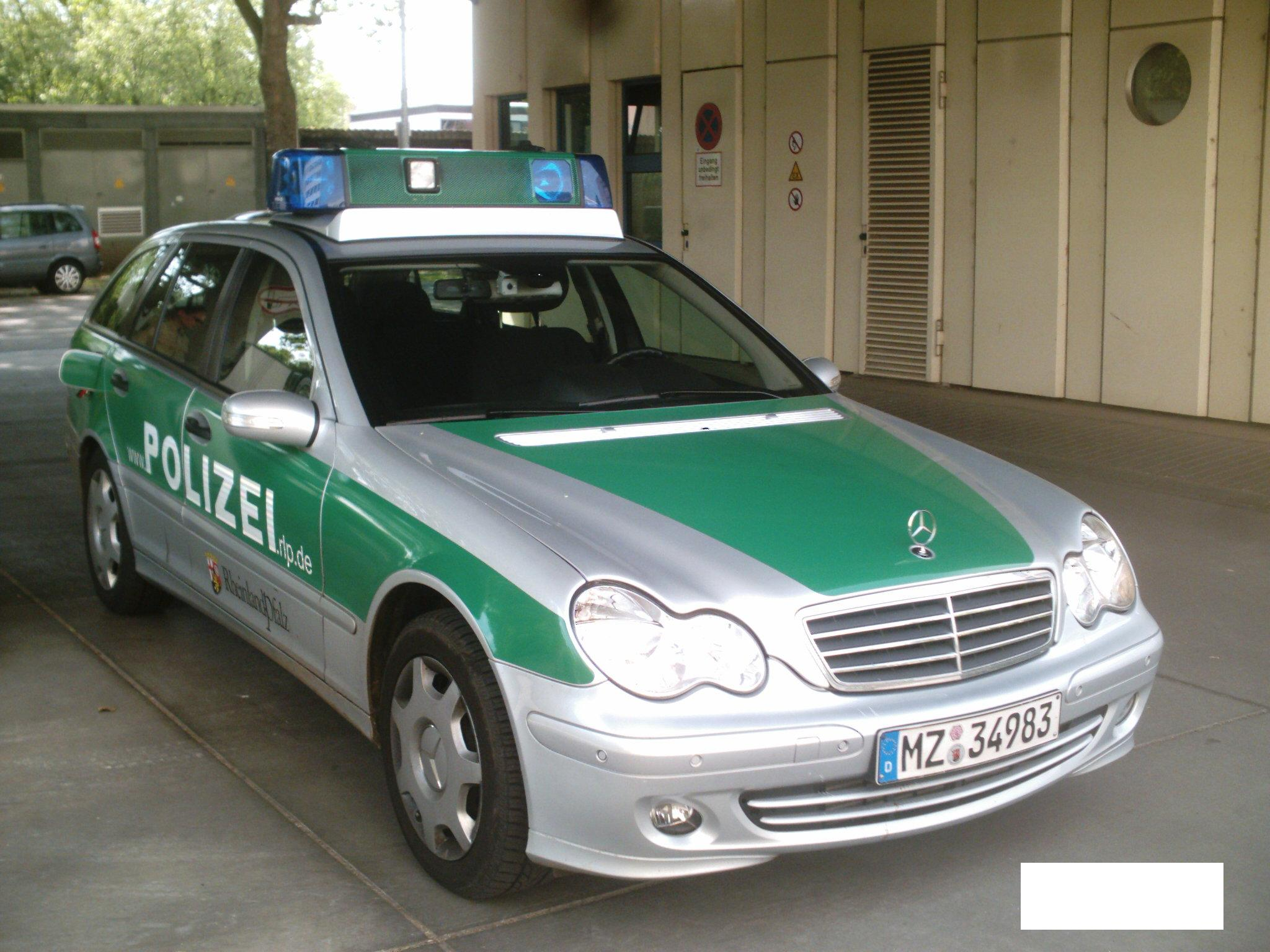
Streifenwagen Mercedes-Benz C-Klasse in alter grün-silberner Farbgebung
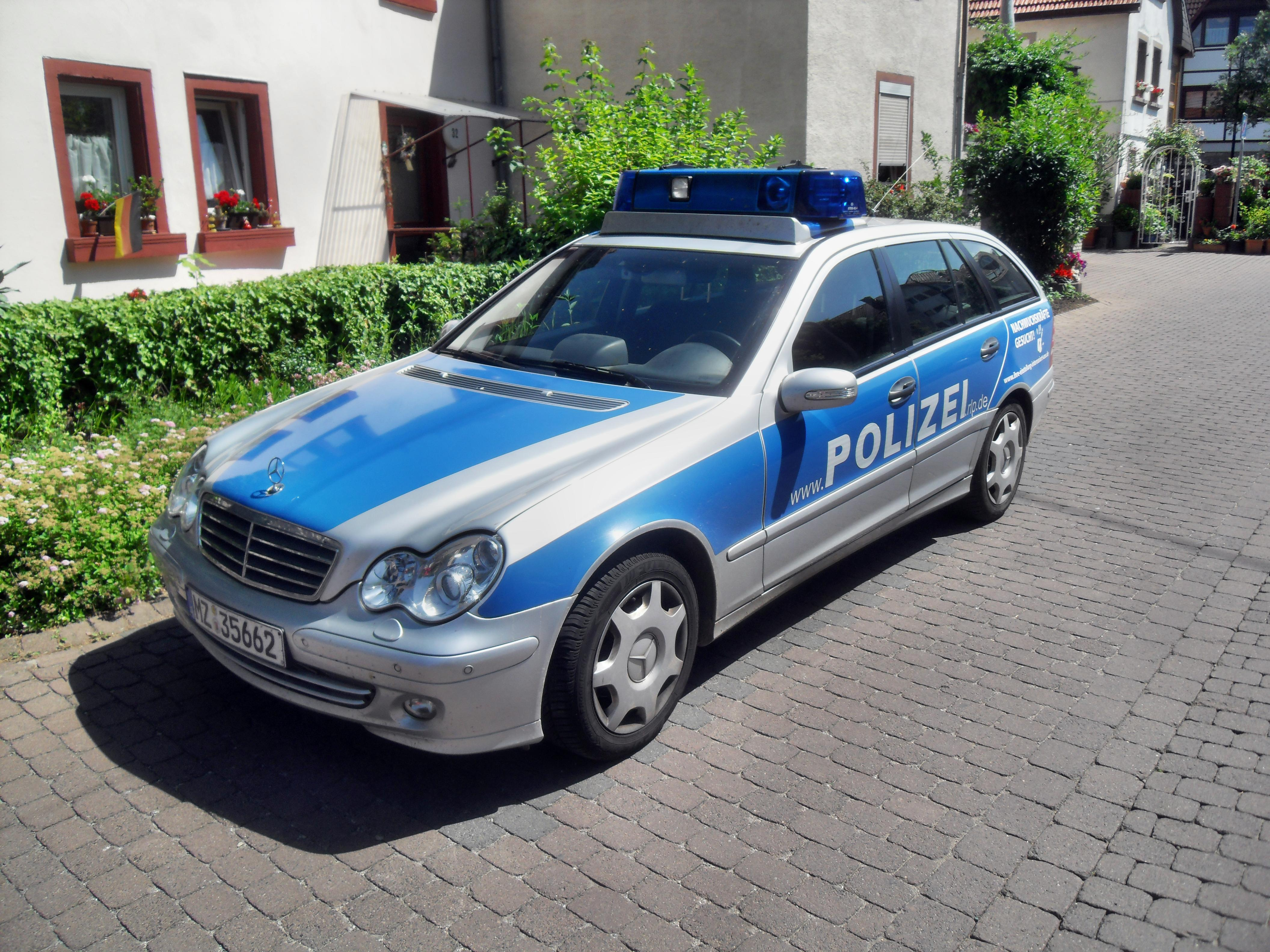
Streifenwagen Mercedes-Benz C-Klasse in blau-silberner Farbgebung
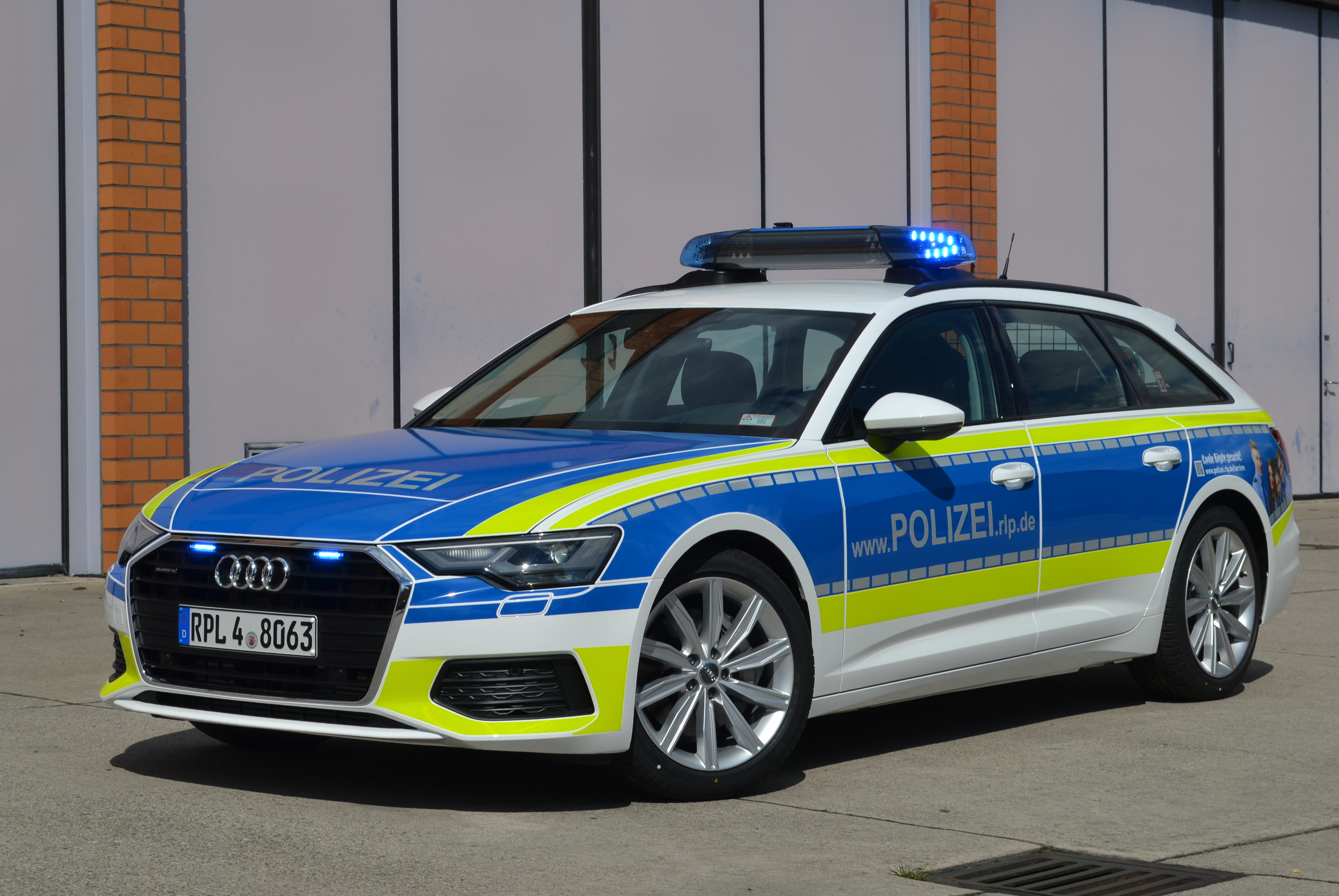
Streifenwagen Audi A 6 Avant Quattro in blau-weiß-gelber Farbgebung

## Geschichte/Entwicklung
Mit einer Verordnung, datiert auf den 14. Mai 1947, erhielt die Polizei in Rheinland-Pfalz ihre erste Struktur und Aufgaben. Zu den ersten Aufgaben gehörte u. a. die Sicherung von Geldtransporten im Rahmen der Währungsreform im Sommer 1948. Die Polizei musste sich dazu noch Waffen von der damaligen Militärregierung leihen, da nur für jeden dritten Polizeibeamten eine eigene Dienstwaffe zur Verfügung stand. Der verheiratete Gendameriewachtmeister mit einem Kind verdiente damals 213,41 DM. Schwarzmarkt, Räuberbanden und die Sicherung der Ernährung der Bevölkerung standen auf dem täglichen Dienstplan nicht nur der rheinland-pfälzischen Beamten. Dienstfahrzeuge waren damals vor allem Fahrräder. Im Sommer 1947 standen der Polizei Rheinland-Pfalz 78 Pkw, fünf Lkw und 87 Motorräder zur Verfügung. Im Polizeidienst waren zu diesem Zeitpunkt knapp 3.800 Personen beschäftigt.
1950 dann ein weiterer Schritt zur Stabilisierung der inneren Sicherheit der noch jungen Demokratie: Durch ein Verwaltungsabkommen wird auf Bundesebene die Einrichtung von kasernierten Bereitschaftspolizeieinheiten in den Ländern beschlossen. 1951 war diese bereits auf 681 Beamte angewachsen. Zu ihren Aufgaben gehörte die Unterstützung der örtlichen Vollzugspolizei, aber auch die Ausbildung des Polizeinachwuchses. Die Landespolizeischule wird zunächst in Bad Ems untergebracht. Aufgrund der beengten und ungeeigneten Räumlichkeiten erfolgte 1959 der Umzug in eigens zu diesem Zweck errichtete Gebäude in Koblenz-Asterstein. Diesen Standort behielt die Landespolizeischule über fast vier Jahrzehnte bis 1996. 
Aber auch in anderen Bereichen hat sich die Polizei weiterentwickelt. Aus der „Strompolizei“ wurde 1950 die Wasserschutzpolizei, deren Hauptaufgaben die Regelung und Überwachung des Schiffverkehrs sowie Schifffahrtunfalluntersuchungen auf den großen Wasserstraßen Rhein, Mosel und Lahn sind. 
Das Polizei-Musikkorps Rheinland-Pfalz wurde 1953 gegründet und ist für musikalische Umrahmungen bei offiziellen Anlässen zuständig. 
Das Landeskriminalamt wird bereits 1947 mit Standort Koblenz eingerichtet; bis 1951 noch unter der Bezeichnung „Landespolizeikriminalamt“ (LPKA). Zu den zentralen Dienstleistungen zählen seitdem zum Beispiel aufwändige Laboruntersuchungen, die Führung der Kriminalitätsstatistik, die Entwicklung von Richtlinien für die Kriminalitätsbekämpfung sowie die Vernetzung mit den Landeskriminalämtern der anderen Bundesländer und dem Bundeskriminalamt. 1982 zog das Landeskriminalamt von Koblenz in die Landeshauptstadt Mainz um.
Zu reagieren galt es vonseiten der Polizei auch auf die zunehmende Mobilität: Das Wirtschaftswachstum der 50er Jahre setzte sich fort. Die „automobile Gesellschaft“ erweiterte das polizeiliche Tätigkeitsspektrum, Verkehrserziehung und Verkehrsüberwachung wurden intensiviert, Jugendverkehrsschulen eingerichtet. Die nächste Herausforderung für die Polizei stellten die ersten Protestbewegungen mit Beginn Mitte der 50er Jahre dar. Hier galt es, mit Augenmaß und Fingerspitzengefühl zu agieren und die neu gewonnenen demokratischen Rechte zu schützen.
Nicht jeder zeigte sich damit einverstanden. Aus den radikalen Teilen der Protestbewegungen entstanden die „Rote-Armee-Fraktion“ und andere kleinere Terrorzellen. Für die Polizei folgten damit bewegte Jahre. Auch Rheinland-Pfalz wird zum Ziel: Mutmaßlich Mitglieder der RAF überfallen im Dezember 1971 eine Bank in Kaiserslautern und töten einen Polizeibeamten. Im August 1981 kommt es zu einem Autobombenanschlag auf das Hauptquartier der US-Luftstreitkräfte in Ramstein. 20 Menschen werden verletzt.
Für die Polizei hieß es mit dieser Entwicklung Schritt zu halten, ihre Organisation anzupassen und die Ausstattung zu verbessern. Die Spezialeinsatzkommandos (SEK) haben auch in Rheinland-Pfalz ihren Ursprung in diesen Jahren. Die elektronische Datenverarbeitung hält Einzug in die Büros. Neue Fahndungsmöglichkeiten werden gesucht und gefunden: 1974 wird der erste Polizeihubschrauber in Rheinland-Pfalz in Dienst gestellt. Landesweit unterstützt die Polizeihubschrauberstaffel die Einsatzkräfte der örtlich zuständigen Polizeiinspektionen von ihrem Stützpunkt am Winninger Flugplatz aus.
Frieden und Umwelt – dies trieb in den 1980er Jahren die Menschen um. Kalter Krieg und die beabsichtigte Stationierung von amerikanischen Atomwaffen auf deutschem Boden sorgten für Großdemonstrationen - nicht immer friedlich. Im September 1983 wurden dabei an der US-Airbase Bitburg zum ersten Mal in Rheinland-Pfalz Wasserwerfer eingesetzt. Mitte der Achtzigerjahre dann ein Umdenken. Das sogenannte Brokdorf-Urteil verpflichtete die Polizei, alle sinnvollen Mittel auszuschöpfen, um das Versammlungsrecht zu gewährleisten. Schon 1986 wurde dies erfolgreich bei einer Friedenskundgebung im rheinland-pfälzischen Hasselbach umgesetzt: Durch Kooperation zwischen Polizei und Veranstaltern konnte eine Kundgebung mit 150.000 Teilnehmern friedlich durchgeführt werden.
Ein weiterer Schritt zu einer bürgernahen Polizei: Frauen in Uniform. Schon seit den Zwanzigerjahren gab es Frauen bei der Polizei. Frauen in Uniform aber erst seit 1987. Die „Schwellenangst“ vor der Männerdomäne Polizei wird damit erfolgreich weiter abgebaut. 
Auch öffentliche Institutionen sind immer wieder und permanent gefordert, sich auf Effizienz zu überprüfen. Dies führte 1993 zu einer weiteren Strukturreform der Polizei in Rheinland-Pfalz. Es galt, den Aufbau der Polizei an die Erfordernisse anzupassen, weg von einer geografischen Ausrichtung an Landkreisen und kreisfreien Städten, hin zu großen Behörden. Diese sollen mit dem ihnen zur Verfügung stehenden Personal eigenständig auf Kriminalität und Verkehrsentwicklung in ihren Zuständigkeitsbereichen reagieren. So werden die 36 Polizeibehörden zu fünf Polizeipräsidien zusammengefasst.
Auch die Ausbildung musste sich der gesamtgesellschaftlichen Entwicklung anpassen. Bis 1996 bestand die Möglichkeit, in der Laufbahn des mittleren Dienstes zu beginnen und sich im Beruf weiter zu qualifizieren. Schon damals gehörte dazu die Möglichkeit, ein Fachhochschulstudium zu absolvieren. Mit der Abschaffung des mittleren Dienstes bei der Polizei in Rheinland-Pfalz wird der Polizeinachwuchs einheitlich an der Hochschule der Polizei - zuerst noch unter der Bezeichnung Fachhochschule für öffentliche Verwaltung-Fachbereich Polizei - am Standort Hahn in einem Studium für den gehobenen Polizeidienst ausgebildet. 1999 wurde das bis dahin militärisch anmutende Polizei-„Musikkorps“ in „Landespolizeiorchester Rheinland-Pfalz“ umbenannt; diese Bezeichnung verleiht dem Orchester seither Ausdruck der Vielfalt seines Musikrepertoires.
Um effizient zu bleiben, unterliegt auch die Polizei in Rheinland-Pfalz einem ständigen Wandel. So gilt es permanent Strukturen und Personaleinsatz an die Bevölkerungsentwicklung anzupassen, die Nachwuchsgewinnung zu sichern oder neue und verbesserte Ausrüstung, die dem Stand der Technik entspricht, zu prüfen und zu beschaffen. Angepasst werden aber auch die vorbeugende Kriminalitätsbekämpfung auf die demografische Entwicklung in einer immer älter werdenden Gesellschaft oder die Strategien zur Reaktion auf Globalisierung, Kriminalitätsphänomene, Cyberkriminalität, zunehmende Verkehrsdichte und veränderte Altersstruktur von Verkehrsteilnehmern.

## Belege
1. ↑  dpa/tro: Gewerkschaft GdP : Der Polizei in Rheinland-Pfalz droht Personalchaos. In: welt.de. 11. September 2014, abgerufen am 7. Oktober 2018.
2. ↑  FAQs zur Einstellung Offizielle Webpräsenz der Polizei Rheinland-Pfalz.
3. ↑  Tom Wenk: Polizei Einstellungstest Rheinland-Pfalz bestehen: Der Überblick mit Aufgaben und Übungen. In: TestHelden. TestHelden, 30. Juli 2020, abgerufen am 26. Mai 2023.
4. ↑  Drei Bundesländer, ein Polizisten-Look Blau, blau, blau sind alle Uniformen swr.de online im Internet: 24. März 2014
5. ↑  Weniger Vielfalt bei Polizeiuniformen: Drei Länder tun sich zusammen focus.de vom 24. März 2014
6. ↑  Dienstwaffen und Einsatzmittel. Abgerufen am 20. Mai 2019.
7. ↑  Rheinland-Pfalz: Einsatztraining der Polizei bei „Lebensbedrohlichen Einsatzlagen“ vorgestellt. In: Metropolnews.info. 4. Juli 2017, abgerufen am 20. Mai 2019.
8. ↑  Ministerium des Innern Rheinland-Pfalz: Einsatztraining der Polizei bei „Lebensbedrohlichen Einsatzlagen“. Abgerufen am 20. Mai 2019.
9. ↑  7. Neue Fahrzeuge für die Polizei gehen in Dienst. Website des Ministeriums des Innern, für Sport und Infrastruktur.